# Gnypeta dentata
Gnypeta dentata es una especie de escarabajo del género Gnypeta, tribu Oxypodini, familia Staphylinidae. Fue descrita científicamente por Klimaszewski en 2008.
Se distribuye por Canadá. La especie se mantiene activa durante los meses de junio y julio y la longitud del cuerpo es de aproximadamente 2,5-2,8 milímetros.